# 12 Days of Terror
12 Days of Terror (en español, La playa del terror) es un telefilme de 2004 realizado para Discovery Channel, dirigido por Jack Sholder y protagonizado por Colin Egglesfield, Mark Dexter, Jenna Harrison, Jamie Bartlett y John Rhys-Davies.

## Argumento
Basada en los acontecimientos reales ocurridos en julio de 1916 en el centro y el sur de las costas de Nueva Jersey, (tal como se relata en el libro de Richard Fernicola del mismo nombre), la película narra los 12 días durante los cuales la gente a lo largo de la costa de Nueva Jersey estuvo bajo los continuos ataques de un tiburón blanco. Cuatro personas mueren y una quinta sufre heridas graves. Luego de que el tiburón es capturado, se le realiza una autopsia, y en su estómago se encuentran 7 kg de carne humana.

## Sucesos reales
La película expone la poco probable pero popular teoría de que un tiburón blanco fuera el causante de todos los ataques. Hoy en día se cree que fueron varios tiburones toro, y no un único ejemplar de gran blanco, los auténticos asesinos. Los científicos aún investigan la razón por la que estos ejemplares hayan pasado por un encarnizamiento tan poco común para su especie.
Estos mismos sucesos fueron los que inspiraron al escritor estadounidense Peter Benchley para escribir su novela más vendida, Jaws, que se convertiría después en una exitosa película bajo el mismo título, Jaws.